# Meistriliiga (Eishockey) 2003/04
Die Saison 2003/04 war die 14. Spielzeit der Meistriliiga, der höchsten estnischen Eishockeyspielklasse. Meister wurde der HC Panter Tallinn.

## Modus
In der Hauptrunde absolvierten die fünf Mannschaften jeweils 16 Spiele. Die vier bestplatzierten Mannschaften qualifizierten sich für die Playoffs, in denen der Meister ausgespielt wurde. Für einen Sieg erhielt jede Mannschaft zwei Punkte, bei einem Unentschieden gab es ein Punkt und bei einer Niederlage null Punkte.

## Hauptrunde

### Tabelle
|    | Klub                      | Sp | S  | U | N  | Tore   | Punkte |
| -- | ------------------------- | -- | -- | - | -- | ------ | ------ |
| 1. | Tartu Välk 494            | 16 | 14 | 2 | 0  | 99:30  | 30     |
| 2. | HK Stars Tallinn          | 16 | 10 | 2 | 4  | 88:49  | 22     |
| 3. | HC Panter Tallinn         | 16 | 5  | 4 | 7  | 57:62  | 14     |
| 4. | Narva PSK                 | 16 | 6  | 1 | 9  | 44:61  | 13     |
| 5. | Kohtla-Järve Viru Sputnik | 16 | 0  | 1 | 15 | 29:115 | 1      |

Sp = Spiele, S = Siege, U = unentschieden, N = Niederlagen

## Playoffs

### Halbfinale
- Tartu Välk 494 – Narva PSK 1:2 (3:0, 0:4, 1:3)
- HK Stars Tallinn – HC Panter Tallinn 3:4

### Spiel um Platz 3
- Tartu Välk 494 – HK Stars Tallinn 6:9

### Finale
- HC Panter Tallinn – Narva PSK 2:1 (0:2, 6:3, 5:2)